# Karl-Hinrich Manzke

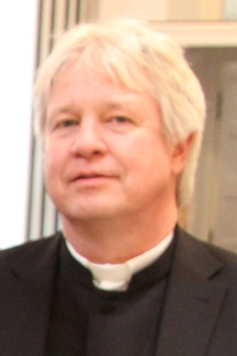
Karl-Hinrich Manzke (2012)

Karl-Hinrich Manzke (* 13. Februar 1958 in Stade) ist ein lutherischer Theologe und war Landesbischof der Evangelisch-Lutherischen Landeskirche Schaumburg-Lippe in Bückeburg.

## Leben und Wirken
Karl-Hinrich Manzke wurde als Sohn des späteren Stader Landessuperintendenten Karl Manzke (1928–2008) geboren. Er wuchs in Celle auf und besuchte von 1967 bis 1976 das Gymnasium Ernestinum in der Heidestadt.
Zwischen 1976 und 1982 studierte Manzke Evangelische Theologie und Philosophie an den Universitäten Tübingen, London und München. 1982 absolvierte er das Erste Theologische Examen. 1990 promovierte Manzke zum Doktor der Theologie in München bei Wolfhart Pannenberg.
Manzke trat in den Dienst der Evangelisch-lutherischen Landeskirche Hannovers ein und übernahm zwischen 1988 und 1995 eine Pfarrstelle in Soltau. In den Jahren 1995 bis 1998 widmete er sich der Pastorenausbildung und wurde Studiendirektor am Predigerseminar Imbshausen bei Northeim.
Im Jahre 1998 übernahm Manzke die Aufgaben eines Superintendenten des Kirchenkreises Aurich in Ostfriesland und war gleichzeitig Pastor an der Auricher Lambertikirche.
Am 23. Juni 2009 wurde Manzke als Nachfolger von Jürgen Johannesdotter zum Landesbischof der Evangelisch-Lutherischen Landeskirche Schaumburg-Lippe mit Sitz in Bückeburg gewählt. Manzke trat am 14. Dezember 2009 sein Amt an. Am 9. Januar 2010 erfolgte die offizielle Amtseinführung in der Stadtkirche zu Bückeburg. Seit 2011 ist Manzke zusätzlich Beauftragter der Evangelischen Kirche in Deutschland (EKD) für die Evangelische Seelsorge in der Bundespolizei. Von April 2014 bis November 2024 war Manzke Catholica-Beauftragter der Vereinigten Evangelisch-Lutherische Kirche Deutschlands. Karl-Hinrich Manzke ging im Februar 2024 in den Ruhestand.
Karl-Hinrich Manzke ist mit Christine Manzke verheiratet und hat zwei Kinder.

## Publikation
- Ewigkeit und Zeitlichkeit. Aspekte für eine theologische Deutung der Zeit. Dissertation Universität München 1980. Vandenhoeck & Ruprecht, Göttingen 1989, ISBN 3-525-56270-5.